# Ejido Ojo de Agua, Oaxaca
Ejido Ojo de Agua är en ort i Mexiko.   Den ligger i kommunen Heroica Ciudad de Tlaxiaco och delstaten Oaxaca, i den sydöstra delen av landet, 290 km sydost om huvudstaden Mexico City. Ejido Ojo de Agua ligger 2 060 meter över havet och antalet invånare är 160.
Terrängen runt Ejido Ojo de Agua är huvudsakligen kuperad, men söderut är den bergig. Ejido Ojo de Agua ligger nere i en dal. Runt Ejido Ojo de Agua är det ganska glesbefolkat, med 22 invånare per kvadratkilometer. Närmaste större samhälle är Heroica Ciudad de Tlaxiaco, 4,5 km norr om Ejido Ojo de Agua. I omgivningarna runt Ejido Ojo de Agua växer huvudsakligen savannskog.